# Aldeadávila de la Ribera
Aldeadávila de la Ribera és un municipi de la província de Salamanca, a la comunitat autònoma de Castella i Lleó. Limita amb Masueco de la Ribera a l'Est, La Zarza de Pumareda i Mieza al Sud, i amb Portugal a l'Oest i al Nord.